# Aleksandr Teplouchov
Aleksandr Jefimovitj Teplouchov (ryska: Александр Ефимович Теплоухов), född 1811 i Karagaiskoje, Ochanski, i provinsen Perm, död 1885, var en rysk skogsvetare.
Teplouchov att studera gruvdrift 1824 och efter examen arbetade han under några år hos Stroganovs. S V Stroganova sände honom Bergsakademin i Freiberg (Sachsen). Teplouchov övergick dock till att läsa skogsvetenskap istället vid Tharandt skogsakademi, där han tog examen 1838. Han återvände till Ryssland och fick en instruktörs position vid skolan för jordbruks- och gruvvetenskap i Sankt Petersburg. Han verkade från 1847 till sin pension 1875 i Ural som jägmästare i ledande befattningar. Han tog fram instruktioner för skogsskötsel.